# Wapen van Honduras
Het wapen van Honduras vertoont grote gelijkenis met het wapen van de verdwenen federatie van de Verenigde Staten van Centraal-Amerika, waar Honduras in de 19e eeuw deel van uitmaakte.
De driehoek in het midden van het wapen staat voor gelijkheid. De vulkanen in deze driehoek verwijzen naar de vulkanische aard van een groot deel van Centraal-Amerika. Hun positie in zee symboliseert de ligging van Centraal-Amerika aan de Atlantische en de Grote Oceaan. De regenboog staat voor vrede en de opkomende zon voor een goede toekomst.
Rondom de in een ovaal afgebeelde zee, driehoek en hemel staat in hoofdletters de tekst Republica de Honduras. Libre, Soberana e Independiente ("Republiek Honduras. Vrij, Soeverein en Onafhankelijk").
Boven de ovaal staat een bundel pijlen afgebeeld met daaronder twee hoorns des overvloeds. Onder de ovaal staat een landschapstafereel met onder meer bladverliezende bomen, kliffen en een boerderij.